# Wortwell
Wortwell est une paroisse civile et un village du Norfolk, en Angleterre.